# Pseudophengodes equatoriana
Pseudophengodes equatoriana är en skalbaggsart som beskrevs av Wittmer 1976. Pseudophengodes equatoriana ingår i släktet Pseudophengodes och familjen Phengodidae. Inga underarter finns listade i Catalogue of Life.